# Déborah et les Anges dissipés
Déborah et les Anges dissipés est un roman de Paula Jacques publié le 17 septembre 1991 aux Mercure de France et ayant reçu la même année le prix Femina.

## Résumé
Au printemps 1948, précisément en avril, dans le Vieux-Quartier-Juif du Caire, l'émoi est à son comble : la fille, américaine, du principal donateur d'une organisation de bienfaisance de la Rue-sans-Nom, attendue incessamment, va se rendre compte que les bénéficiaires du don de son père ont détourné à leur profit l'argent de l'orphelinat, annoncé mais jamais construit.. Alors, on s'emploie à camoufler, le temps de la visite, un bordel en établissement pour jeunes filles méritantes.
Ce quatrième roman d'une journaliste elle-même née au Caire, et qui a puisé dans ses souvenirs pour ressusciter le petit monde haut en couleur, mais aujourd'hui disparu, de la «Juderia orientale» de son enfance, est écrit avec une verve qui, parfois, évoque, ce n'est pas un mince compliment, celle d'Albert Cohen et de ses « Valeureux ». « Une plume joliment généreuse », écrivions-nous le 19 novembre (Mercure de France, 120 Francs).

## Éditions
- Mercure de France, 1991,  (ISBN 9782715217225)[2]
- Éditions Gallimard, coll. « Folio » no 2637, 1994,  (ISBN 2070389545)